# Santa Croce del Sannio
Santa Croce del Sannio ist eine Gemeinde in Italien in der Region Kampanien in der Provinz Benevento mit 859 Einwohnern (Stand 31. Dezember 2023). Sie ist Bestandteil der Bergkommune Comunità Montana Titerno e Alto Tammaro.

## Geographie

Lage von Santa Croce del Sannio

Die Gemeinde liegt etwa 40 km nördlich der Provinzhauptstadt Benevento. Die Nachbargemeinden sind Castelpagano, Cercemaggiore (CB), Circello und Morcone.

## Wirtschaft
Die Gemeinde lebt hauptsächlich von der Landwirtschaft.

## Infrastruktur

### Straße
- Staatsstraße Benevento-Termoli

### Bahn
- Bahnstrecke Benevento–Campobasso

### Flug
- Flughafen Neapel